# Thomas Rawlinson
Thomas Rawlinson est un industriel anglais du XVIIIe siècle qui serait l'inventeur du kilt moderne. Peu de choses sont connues de Rawlinson, y compris ses dates de naissance et de décès. Né en Angleterre, il serait un quaker réfugié dans les Highlands, après que la rébellion jacobite de 1715 fut matée, pour y établir un atelier pour travailler le fer.